# アウカ
アウカ(英語：Awka)もしくはオカ(イボ語：Ọka)はナイジェリア南東部のアナンブラ州の州都。
2006年の人口は約30.2万人。
ラゴスの約600km東に位置し、南東ナイジェリアのイボランドの中心に位置する。
東西連邦道路によってラゴスやベニンシティ、アサバ、オニチャ、エヌグと繋がる。
他にもエクウロビアやアグル、エヌグ・ウクウ、アバガナ、ンネウィと繋がっている。
イボランド北部の2大主要都市であるオニチャとエヌグの中間にあることから、植民地時代には戦略的に重視され、独立後も州都になった。

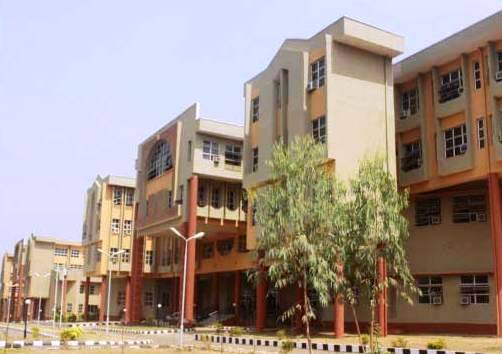
アナンブラ州庁舎

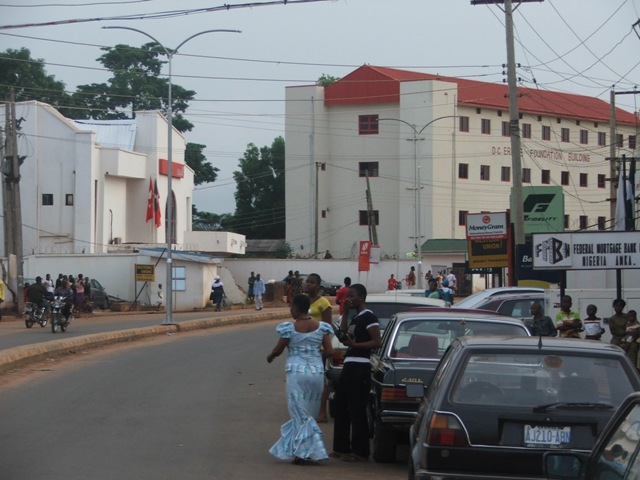
ジク通りのUBA・忠誠銀行

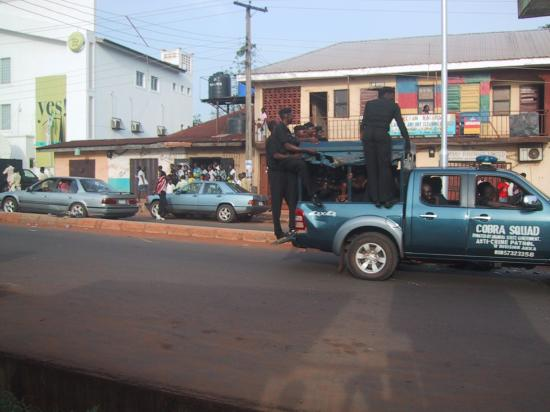
痛んだインフラ

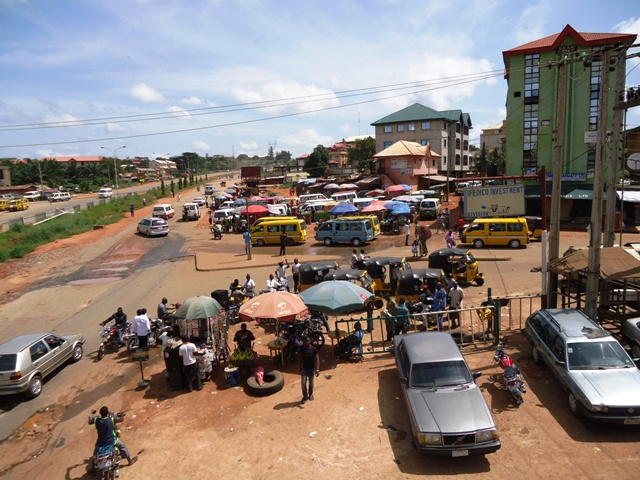
アーサー・エゼ通りの壊れた道路。

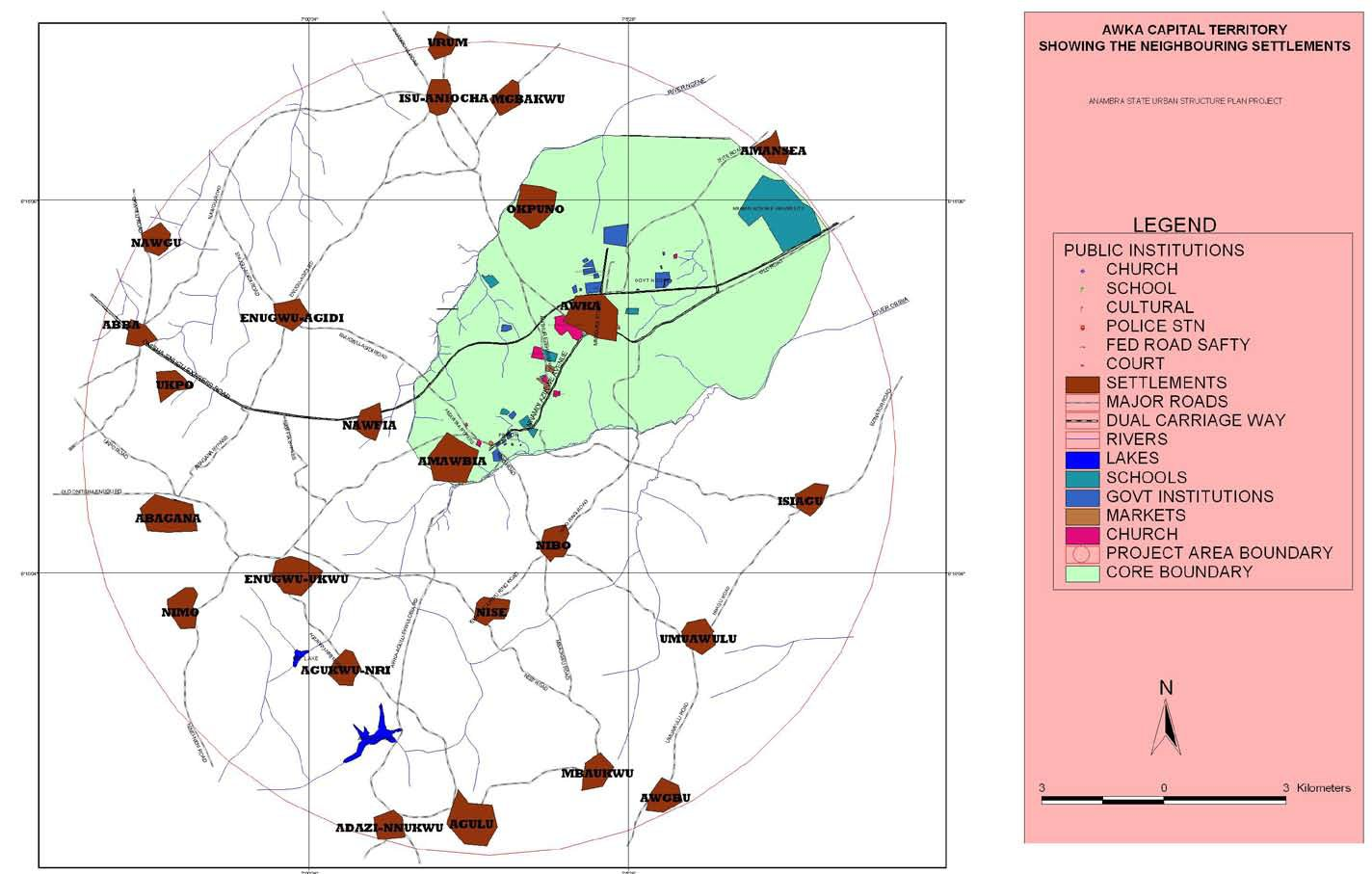
アウカ都市圏

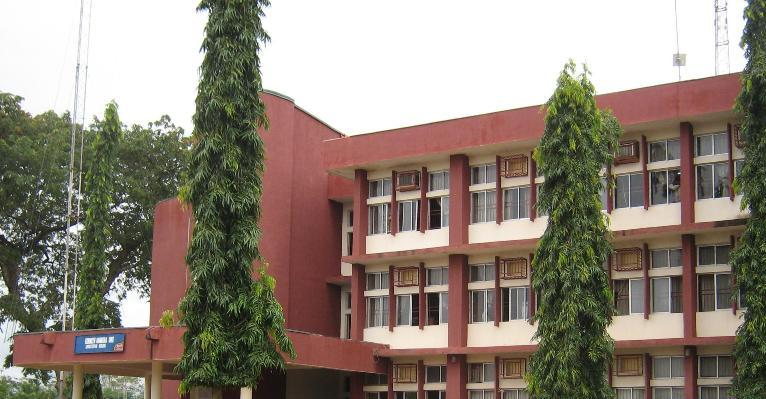
ンナムディ・アジキウェ大学

アナンブラ川周辺で石油が採れる。

## 歴史
最初にイフィテアナ人が居住した。
彼らは象牙を神の象徴とした。
800年頃、ンリ文化はサブサハラアフリカで最初に銅細工を創った。
アウカはイボランド最古の都市で、ンリ文化の中心地だった。
名工のオゾとンディチエが統治した。

## 民族
- イボ人
  - イフィテ族
    - アヨム・ナ・オクパラ族
    - ンクウェッレ族
    - アマチャッラ族
    - イフィテ・オカ族

  - エジナトー族
    - アミクウォ族
    - エジ・オカ族
    - アグル族

それぞれの部族が村を持ち、アウカ全体で33の村がある。

## 地理
マム川の谷に位置し、標高は－300mである。
肥沃な熱帯雨林があったが、農業や入植によって森林破壊が進んだ。

## 気候
熱帯雨林地域にあり、大西洋からの湿った南西風の季節と、サハラ砂漠からの乾いた北東風の季節がある。
前者は4～10月、後者は11～3月に訪れる。
12月下旬～1月上旬に訪れるハルマッタン（イボ語：ウグル）は乾いた埃っぽい風で、茶色い靄によって視界が悪くなり太陽光が遮られる。
平均気温は6～12月は27～30℃、1～4月は32～34℃で、乾季の後半が最も暑い。
| アウカの気候           | アウカの気候 | アウカの気候 | アウカの気候 | アウカの気候 | アウカの気候 | アウカの気候 | アウカの気候 | アウカの気候 | アウカの気候 | アウカの気候 | アウカの気候 | アウカの気候 | アウカの気候 |
| 月                     | 1月          | 2月          | 3月          | 4月          | 5月          | 6月          | 7月          | 8月          | 9月          | 10月         | 11月         | 12月         | 年           |
| ---------------------- | ------------ | ------------ | ------------ | ------------ | ------------ | ------------ | ------------ | ------------ | ------------ | ------------ | ------------ | ------------ | ------------ |
| 平均最高気温 °C （°F） | 33 (91)      | 34 (93)      | 33 (91)      | 33 (91)      | 32 (90)      | 30 (86)      | 29 (84)      | 28 (82)      | 29 (84)      | 30 (86)      | 31 (88)      | 32 (90)      | 31.2 (88)    |
| 平均最低気温 °C （°F） | 24 (75)      | 25 (77)      | 25 (77)      | 25 (77)      | 24 (75)      | 24 (75)      | 23 (73)      | 23 (73)      | 23 (73)      | 23 (73)      | 23 (73)      | 23 (73)      | 23.8 (74.5)  |
| 降水量 mm （inch）     | 3 (0.12)     | 35 (1.38)    | 17 (0.67)    | 100 (3.94)   | 150 (5.91)   | 78 (3.07)    | 125 (4.92)   | 80 (3.15)    | 50 (1.97)    | 222 (8.74)   | 106 (4.17)   | 0 (0)        | 966 (38.04)  |
| 平均降雨日数           | 2            | 2            | 4            | 5            | 5            | 5            | 10           | 7            | 5            | 12           | 6            | 0            | 63           |
| 出典：Sunmap.Eu        |              |              |              |              |              |              |              |              |              |              |              |              |              |

## 宗教
キリスト教が多数派だが、伝統宗教も残っている。

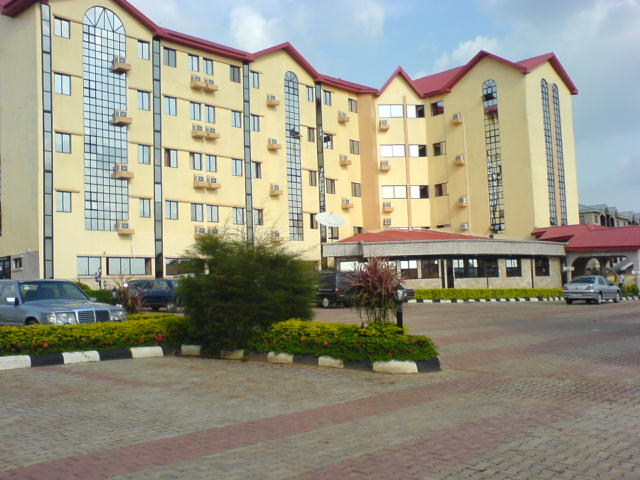
イウィ・アグ通りのクイーン・サイト・ホテル

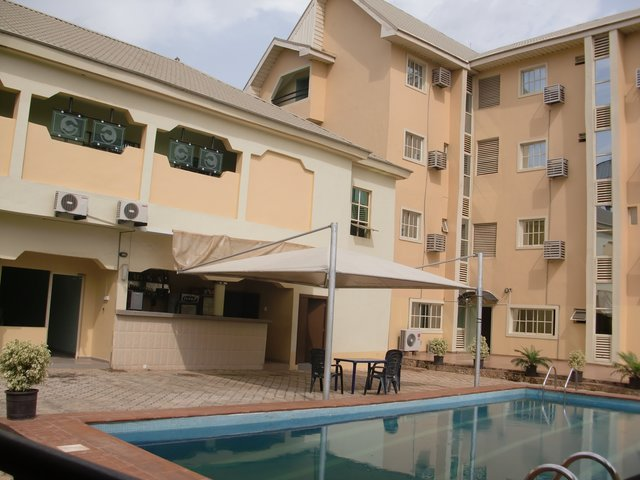
ゴルフィン・サイト・ホテル

## 祭

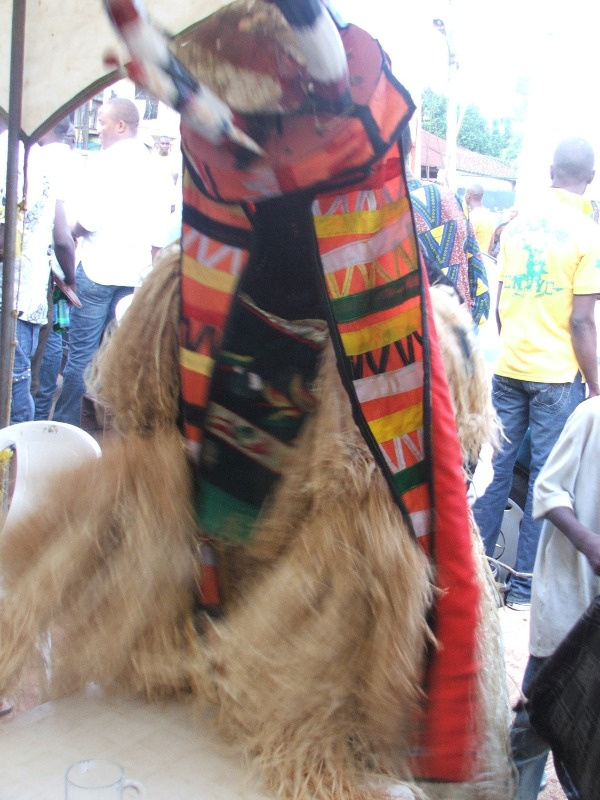
イモ・オカ祭

イモ・オカ祭りは、5月上旬から2週間行われる豊作を祈る仮面祭である。